# Acétyl fentanyl
 (janvier 2016).
Si vous disposez d'ouvrages ou d'articles de référence ou si vous connaissez des sites web de qualité traitant du thème abordé ici, merci de compléter l'article en donnant les références utiles à sa vérifiabilité et en les liant à la section « Notes et références ».
L'acétylfentanyl (acetyl fentanyl ou desméthyl fentanyl) est un médicament analgésique opioïde analogue au fentanyl.
Il n'a jamais été homologué pour usage médical et sa vente est illégale.

## Drogue
Il a été découvert à la même période que le fentanyl mais il était peu présent sur le marché illicite dans les années 1980.
Cependant en 2013, les policiers canadiens ont découvert un groupe de distribution de plus de 3 kg et 12 400 comprimés, ce qui équivaut à 117 400 doses.
En avril, une cinquantaine de personnes sont décédées par surdose d'acétylfentanyl dans le Rhode Island et la Pennsylvanie.

## Puissance et effets secondaires
Chez les rongeurs, l'acétyle fentanyl est 40 fois plus puissant que l'héroïne, 80 fois plus puissant que la morphine, et 15 fois moins puissant que le fentanyl. Chez l'humain, il est estimé cinq fois plus puissant que l'héroïne.
Les effets secondaires comprennent démangeaisons, nausées et dépression respiratoire, qui peut être potentiellement mortelle.